# Kanton Douai-Nord
Der Kanton Douai-Nord war bis 2015 ein französischer Kanton im Arrondissement Douai, im Département Nord und in der Region Nord-Pas-de-Calais. Sein Hauptort war Douai. Vertreter im Generalrat des Departements war zuletzt von 1994 bis 2015 Jacques Michon (PCF).

## Gemeinden
Der Kanton bestand aus einem Teil der Stadt Douai (angegeben ist hier die Gesamteinwohnerzahl, im Kanton waren es ca. 8.500 Einwohner) und weiteren fünf Gemeinden:
| Gemeinde          | Einwohner Jahr | Fläche km² | Bevölkerungsdichte | Code INSEE | Postleitzahl |
| ----------------- | -------------- | ---------- | ------------------ | ---------- | ------------ |
| Anhiers           | 939 (2013)     | 1,71       | 549 Einw./km²      | 59007      | 59194        |
| Douai             | 41.189 (2013)  | –          | – Einw./km²        | 59178      | 59500        |
| Flines-lez-Raches | 5.521 (2013)   | 19,22      | 287 Einw./km²      | 59239      | 59148        |
| Lallaing          | 6.313 (2013)   | 5,99       | 1054 Einw./km²     | 59327      | 59167        |
| Sin-le-Noble      | 15.825 (2013)  | 11,53      | 1373 Einw./km²     | 59569      | 59450        |
| Waziers           | 7.568 (2013)   | 4,34       | 1744 Einw./km²     | 59654      | 59119        |